# ローン・レンジャー (1981年の映画)
『ローン・レンジャー』（The Legend of the Lone Ranger）は、ジョージ・W・トレンブル、フラン・ストライカーの原作「ローン・レンジャー」をもとに制作された1981年の西部劇のアメリカ映画。日本では劇場未公開だが、のちにテレビ東京で放映された。

## キャスト
| 役名                              | 俳優                         | 日本語吹替     | 日本語吹替   | 日本語吹替 |
| 役名                              | 俳優                         | ソフト版       | テレビ東京版 |            |
| --------------------------------- | ---------------------------- | -------------- | ------------ | ---------- |
| ジョン・リード ローン・レンジャー | クリントン・スピルスベリー   | 竹内想         | 大塚明夫     |            |
| トント                            | マイケル・ホース             | 相樂真太郎     |              |            |
| ブッチ・キャベンディッシュ少佐    | クリストファー・ロイド       | 石原辰己       |              |            |
| ワイアット保安官                  | マット・クラーク             | 真田雅隆       |              |            |
| エイミー・ストライカー            | ジュアニン・クレイ           | 筒井絵理奈     |              |            |
| ユリシーズ・グラント大統領        | ジェイソン・ロバーズ         | 龍波しゅういち |              |            |
| ワイルド・ビル・ヒコック          | リチャード・ファーンズワース |                |              |            |
| ダン・リード大尉                  | ジョン・ベネット・ペリー     | 大塚智則       |              |            |

## スタッフ
- 監督：ウィリアム・A・フレイカー
- 製作総指揮：マーティン・スターガー
- 製作：ウォルター・コブレンツ、
- 原作：ジョージ・W・トレンブル、フラン・ストライカー「ローン・レンジャー」
- 脚本：ジェラード・B・デーロション、アイヴァン・ゴフ、マイケル・ケイン、ベン・ロバーツ、ウィリアム・ロバーツ
- 音楽：ジョン・バリー
- 撮影：ラズロ・コヴァックス
- 編集：トーマス・スタンフォード

## 賞歴
受賞は太字
- 第2回ゴールデンラズベリー賞
  - 作品賞
  - 主演男優賞 - クリントン・スピルスベリー
  - 新人賞 - クリントン・スピルスベリー
  - 作曲賞 - ジョン・バリー
  - 主題歌賞 - "The Man in the Mask"